# Risako Ogaová
Risako Ogaová (japonsky 大賀 理紗子, * 4. ledna 1997 Tokio) je japonská fotbalistka.

## Reprezentační kariéra
Za japonskou reprezentaci v roce 2019 odehrála 3 reprezentační utkání.

## Statistiky
| Japonsko | Japonsko | Japonsko |
| Roky     | Záp.     | Góly     |
| -------- | -------- | -------- |
| 2019     | 3        | 0        |
| Celkem   | 3        | 0        |